# BBC
Pour les articles homonymes, voir BBC (homonymie).
La BBC, en forme longue British Broadcasting Corporation (litt. « Société de radiodiffusion britannique »), est un radiodiffuseur britannique de service public fondé en 1922, dont le siège est situé à la Broadcasting House de Westminster, à Londres. C'est le plus ancien radiodiffuseur national du monde.
Ayant son siège au Royaume-Uni , c'est un non-departmental public body (équivalent d'une autorité administrative indépendante) chargé des médias. La BBC bénéficie d'une réputation d'excellence culturelle, et est parfois affectueusement appelée « The Beeb » ou « Auntie » (langage enfantin pour tante, « tata ») par les Britanniques. Pendant longtemps, elle est restée la seule société diffusant des programmes de télévision et de radio au Royaume-Uni.
C'est la plus importante société de diffusion au monde en matière de revenu brut et de téléspectateurs. Avant la venue d'ITV, Independent Television en 1955 et des radios locales privées dans les années 1970, elle détenait le monopole de diffusion.

## Histoire

### 1922–1939

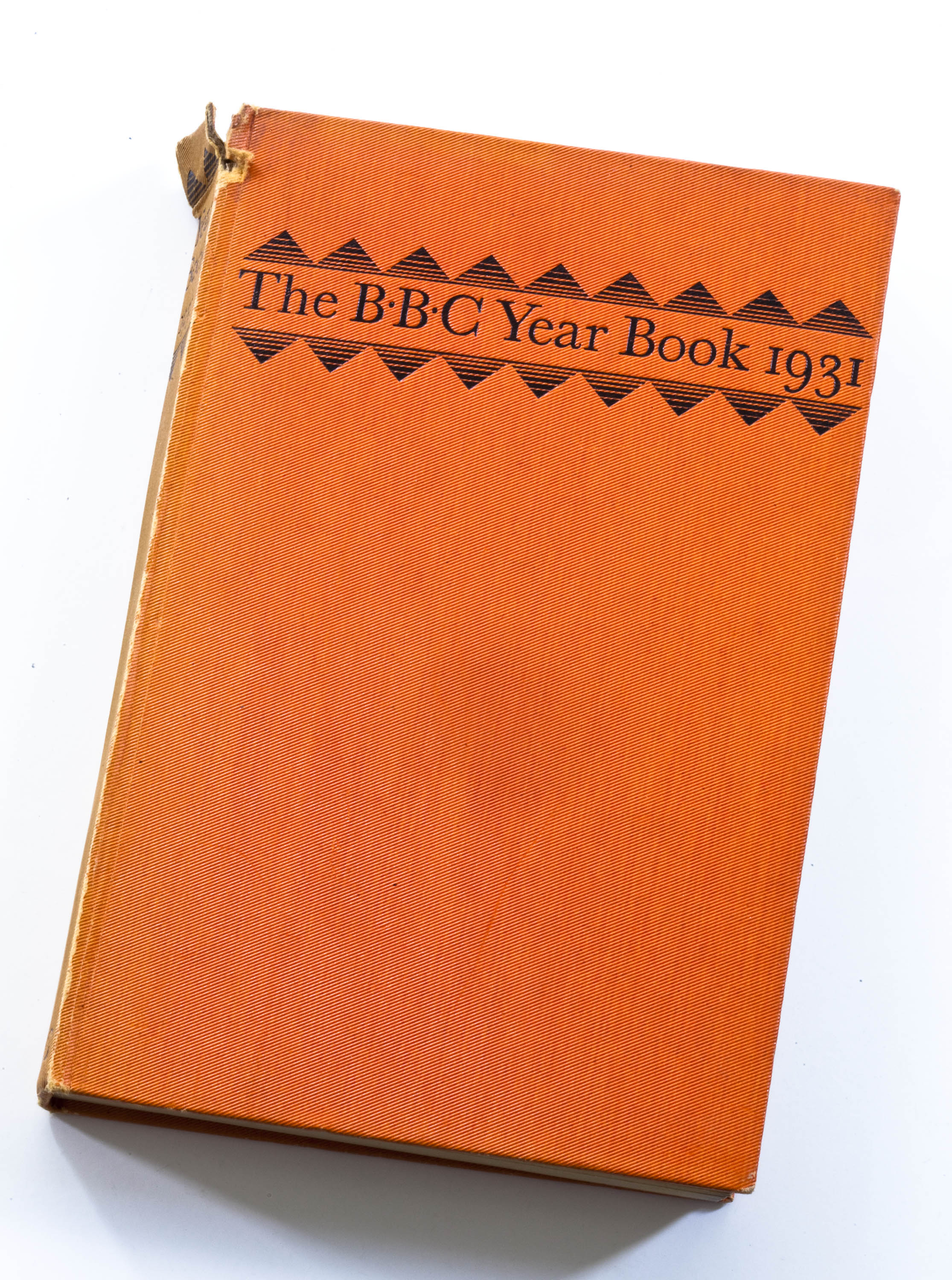
Édition de 1931 du livre de l'année de la BBC.

Avant le lancement de cette radio d'État en 1922, un certain nombre de sociétés privées avaient effectué des expérimentations de diffusion radiophonique. Selon les termes de la loi de 1904 sur la télégraphie sans fil, la Poste était compétente pour l'octroi de licences de diffusion radiophonique. Mais en 1919, à la suite des nombreuses plaintes déposées par l'armée au sujet de nombreuses interférences d'émission de radio avec les communications effectuées par les forces armées, elle dut arrêter d'accorder toute nouvelle licence.
En 1922, la British Broadcasting Company (BBC) est fondée par un consortium comprenant Marconi, GEC, British Thomson Houston, Metropolitan-Vickers, Western Electric et la Radio Communication Company. Deux radios expérimentales sont lancées : 2MT et 2LO. Une première émission quotidienne débute le 14 novembre depuis le studio londonien de Marconi. En droit anglais, une company est une société de capitaux et l'objectif de ce consortium de droit privé est simplement d'organiser la radiodiffusion sur les ondes de manière rationnelle.
En 1927, La BBC devient la British Broadcasting Corporation, c'est-à-dire une société de droit public constituée par Charte royale. John Reith, qui continue à diriger la BBC jusqu'en 1936, fonde ce grand service public audiovisuel dont l'objectif est d'éduquer, d'informer et de distraire. La BBC diffuse presque partout au Royaume-Uni. Son rôle d'information est favorisé par de grandes grèves qui empêchent la diffusion des journaux : la BBC en profite pour diffuser des informations à tout moment de la journée, ce que, jusqu'alors, elle ne pouvait pas faire. En effet, les éditeurs de journaux faisaient pression pour que la BBC ne diffuse pas d'informations avant que les journaux soient disponibles dans les kiosques. La BBC réussit à se soustraire aux pressions économiques et politiques et n'a de compte à rendre qu'au Parlement qui vote les Chartes royales. Elle doit non seulement informer le public, mais aussi le protéger de toute exploitation et garantir la qualité de la programmation. Les journalistes sortent des meilleures universités et leurs obligations sont détaillées dans le Producer's Guideline, code de déontologie très détaillé.

### 1939–1987

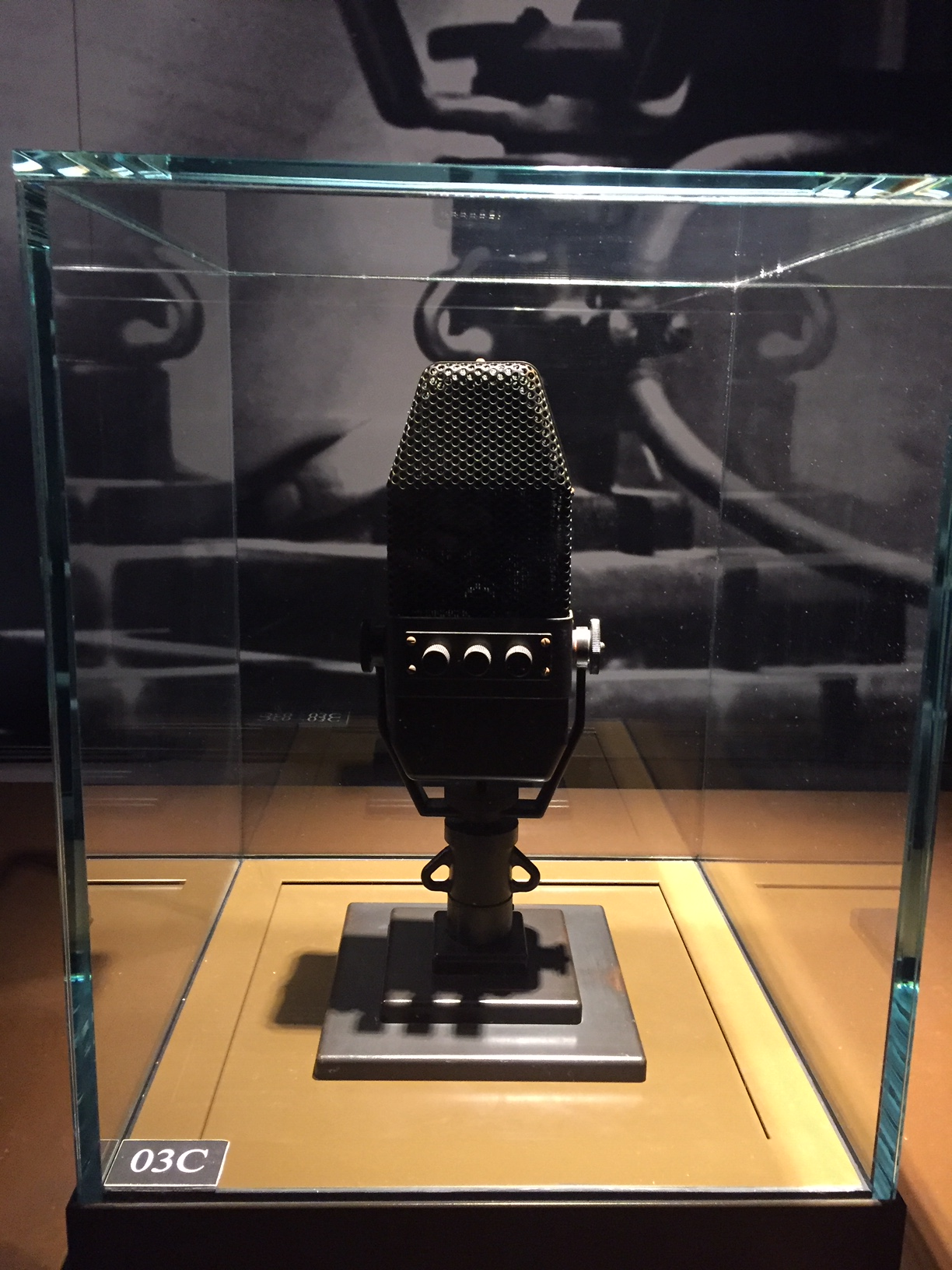
Micro de la BBC utilisé par le général De Gaulle pour prononcer ses appels à la résistance française.

Pendant la Seconde Guerre mondiale, la BBC connaît son heure de gloire, notamment pendant la bataille d'Angleterre (juillet 1940-mai 1941), où elle est considérée comme une institution nationale. Au soir du 6 juin 1944, le discours du roi George VI est écouté par un taux record de 80 % des Britanniques.
Le directeur général de la BBC, Alasdair Milne, est contraint de démissionner sous la pression des thatchéristes en 1987.

### 2004–2012
Des tensions apparaissent entre la BBC et le gouvernement de Tony Blair, lequel met en cause la couverture critique de la guerre en Irak par la chaîne publique. Un rapport d'enquête commandé par le gouvernement met en cause l'intégrité professionnelle de la BBC.
En septembre 2004, la sous-division commerciale BBC Technology est vendue à Siemens avec un contrat de dix ans. La BBC espère ainsi économiser plusieurs dizaines de millions de livres. Siemens équipe maintenant le groupe pour la majorité des équipements techniques et informatiques. Accenture et CSC étaient les deux autres sociétés intéressées par l'achat de la sous-division. En mars 2005, le licenciement de 15 % des effectifs du groupe est annoncé, cela correspond à près de 4 200 employés. En juillet 2005, la sous-division BBC Broadcast est également privatisée.
En 2010, la BBC met en plan une restructuration. Elle doit mettre en place des économies portant sur près de 1,125 milliard d'euros.
En 2012, la réputation de la BBC est éclaboussée par la révélation du scandale sexuel pédophile concernant le présentateur Jimmy Savile accusé de centaines d'agressions sexuelles dont certaines commises sur les lieux mêmes de son travail à la BBC. Le scandale Savile plonge la BBC dans une crise profonde, l'entreprise publique étant soupçonnée d'avoir étouffé l'affaire. Le rapport d'une enquête interne publié en février 2016 révèle que « certains responsables » de la BBC « étaient au courant ». Le directeur général de la radio George Entwistle avait été contraint de démissionner fin 2012.

### 2015–2019
En juillet 2015, sur fond de confrontation avec le gouvernement de David Cameron qui reproche à la radio son manque de neutralité politique, de dénonciation des revenus des présentateurs les mieux payés de la radio (entre 700 000 et 7 millions d'euros par an et en hausse de 22 % pour 2014) dans un contexte de diminution des redevances, la BBC annonce la suppression de 1 000 postes sur les 16 000 que compte l'entreprise.
En octobre 2016, le licenciement du comédien Jon Holmes pour motif de faire plus de place aux femmes et à la diversité est amplement critiqué dans les médias qui reprochent à la radio d'avoir basé cette décision sur le seul fait que Jon Holmes est « blanc et mâle »,. Pour la comédienne Maureen Lipman, cela semble incroyable de licencier « quelqu'un qui a fait une partie du meilleur travail à la radio ». La radio a pour objectif d'augmenter la proportion de ses effectifs issus des milieux ethniques noirs, asiatiques et minoritaires à 15 % pour 2020, tandis que les lesbiennes, gays, bisexuels ou transgenres devraient constituer 8 % du personnel.
Pour anticiper le Brexit, et conserver sa diffusion dans les 27 pays de l'Union européenne, la BBC envisage d'installer un siège à Bruxelles ou à Amsterdam. En décembre 2019, Boris Johnson accuse la BBC de ne pas être impartiale, le groupe audiovisuel prendrait parti, selon lui, en faveur des anti-conservateurs. Le Premier ministre considère pour cette raison que la BBC ne mérite pas de recevoir des fonds publics et envisage de décriminaliser le non-paiement de la redevance, ce qui pourrait avoir pour effet une diminution de 240 millions d'euros des revenus du groupe audiovisuel. Le manque d'impartialité de la BBC a été aussi pointée du doigt par les travaillistes. Pendant la campagne précédant les élections générales britanniques de 2019, la BBC a censuré des images embarrassantes pour Boris Johnson, préférant diffuser des images d'archives. Elle fait également supprimer les rires du public lors de la retransmission du passage du Premier ministre dans une émission télévisée, lorsque celui-ci avait demandé à la population de lui faire confiance.
Le journaliste Aaron Bastani souligne qu'« il n'est pas rare que la BBC, au lieu de faire contrepoids aux journaux, comme l'y invite sa charte royale, leur donne encore plus d'écho. En témoignent ses revues de la presse du jour, qui se contentent souvent de reproduire les partis pris journalistiques. » Pour le député travailliste John McDonnell, chargé des dossiers économiques dans l'équipe du dirigeant travailliste Jeremy Corbyn, ce suivisme serait une conséquence des coupes budgétaires : « Du fait des coupes sombres dans les budgets de la BBC, qui ont conduit au départ de nombreux journalistes et enquêteurs, la chaîne reprend de plus en plus souvent l'ordre du jour dicté par la presse écrite », qui est très majoritairement conservatrice.

### Depuis 2020

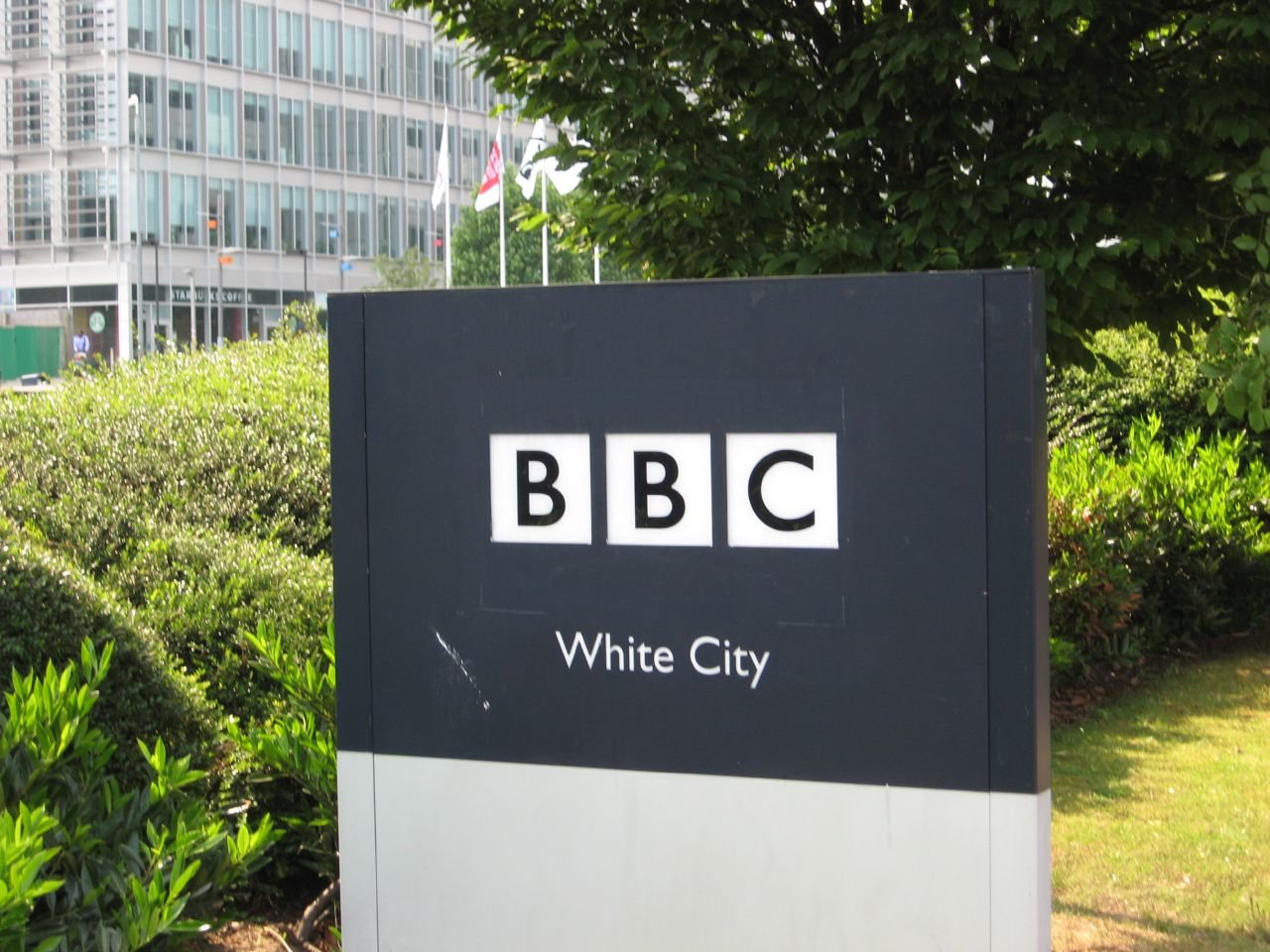
Panneau de la BBC à White City.

En janvier 2020, la BBC annonce vouloir supprimer 450 postes dans sa rédaction, pour notamment dégager des marges de manœuvres afin d'investir sur le numérique. Le 30 mars 2020, en réaction à la pandémie de Covid-19 touchant le Royaume-Uni, la BBC commence la distribution, aux plus de 70 ans, de récepteurs DAB +.
Accusée par le camp conservateur d'être « trop partisane, trop à gauche et foncièrement anti-brexit », Tim Davie, le nouveau directeur général de l'institution publique, entend procéder à un certain recadrage des émissions et, selon la presse, aurait l'intention de supprimer certaines émissions humoristiques trop « gauchisantes » et faisant preuve de parti pris sur des questions sensibles comme celle du Brexit.
En mai 2021 est publié le rapport Dyson. Lord John Dyson, ex-juge à la cour suprême avait été chargé d'enquêter sur les moyens utilisés par le journaliste de la BBC, Martin Bashir, pour obtenir le fameux entretien de la princesse Diana, dans lequel celle-ci raconte la liaison de son mari, l'hostilité de la famille royale et les conséquences psychologiques de cette situation. Un remarquable succès pour la chaîne puisque près de 20 millions de téléspectateurs l'avaient regardé en transmission. Le rapport établit que Martin Bashir avait créé de faux relevés bancaires visant à faire croire que les secrétaires particuliers de Diana et de Charles étaient payés par la presse people pour éventer l'intimité du couple. À l'époque, The Mail on Sunday notamment avait révélé les méthodes utilisées par le journaliste de la BBC, mais la direction de la chaîne avait choisi de couvrir celui-ci en cachant sciemment ce qu'elle avait appris à propos de son comportement. En 1996, lorsque des doutes avaient émergé sur la façon dont l'entretien avait été obtenu, un examen interne avait exonéré Bashir d'actes répréhensibles en concluant que les relations de Bashir avec Diana étaient « absolument droites et équitables ». Le nouveau rapport dénonce les méthodes « trompeuses » employées par le journaliste pour obtenir cet entretien. La conclusion finale du rapport Dyson portait sur la question de savoir si la BBC avait dissimulé les enquêtes sur la manière dont Bashir avait obtenu l'interview et la justesse des méthodes qu'il avait employées : « En ne mentionnant dans aucun programme d'information le fait qu'elle avait enquêté sur ce que M. Bashir avait fait et le résultat des enquêtes, la BBC n'a pas respecté les normes élevées d'intégrité et de transparence qui sont sa marque de fabrique » et contraint la BBC à présenter officiellement ses excuses le 20 mai 2021. Pour plusieurs médias, l'affaire est un coup dur pour l'image, la réputation d'exactitude et d'intégrité du diffuseur, en raison du fait que des journaux, comme le Sunday Times, le Daily Mail et le Mail on Sunday, avaient attiré l'attention sur ces allégations qui se sont maintenant avérées exactes et que le rapport montre que « les responsables de la BBC étaient plus préoccupés par le fait d'avoir des dénonciateurs que par l'enquête sur leurs preuves »,.
En mars 2023, la BBC est au cœur d'une querelle politique avec Gary Lineker, commentateur de football, qui a critiqué la politique d'asile du gouvernement britannique sur les médias sociaux. Lineker a été suspendu de son poste sur Match of the Day avant d'être réintégré après avoir reçu un soutien massif de la part de ses collègues. Le scandale a été aggravé par les liens entre le président de la BBC, Richard Sharp, et le Parti conservateur.
En avril 2023, Richard Sharp démissionne de son poste de président après qu'un rapport a révélé qu'il n'avait pas divulgué les conflits d'intérêts potentiels perçus dans son rôle dans la facilitation d'un prêt au Premier ministre Boris Johnson,. Dame Elan Closs Stephens est nommée présidente par intérim le 27 juin 2023, prévue pour diriger le conseil d'administration de la BBC pendant un an ou jusqu'à ce qu'un nouveau président permanent ne soit nommé.

## Organisation

### Directeurs généraux historiques
- John Reith, fondateur, directeur général (1922–1938)[28].
- Frederick Wolff Ogilvie (1938–1942).
- Robert William Foot et Cecil Graves, codirecteurs généraux (1942–1944).
- William Haley, rédacteur en chef puis directeur général (1944–1952).
- Ian Jacob (1952–1960).
- Hugh Carleton Greene (1960–1969)[28].
- Charles Curran (1969–1977)[29].
- James Ian Raley Trethowan (1977–1982).
- Alasdair Milne (1982–1987).
- Michael Checkland (1987–1992)
- John Birt (1992–2000)
- Greg Dyke (2000–2004)
- Mark Thompson (2004–2012)
- George Entwistle (septembre–10 novembre 2012) (démissionnaire).
- Tim Davie (par intérim ; 11 novembre 2012–2 avril 2013).
- Tony Hall (nommé le 22 novembre 2012[30], en fonction depuis le 2 avril 2013[31]).
- Tim Davie (nommé le 5 juin 2020, en fonction depuis le 1er septembre 2020[32].
- Richard Sharp (2023), puis Dame Elan Closs Stephens (depuis 2023, par intérim).

### Direction actuelle
Richard Sharp occupe la présidence du conseil de surveillance depuis 2021. Tim Davie est directeur général depuis 2020.
La BBC est une société indépendante de l'intervention directe du gouvernement, ses activités étant supervisées par le conseil de surveillance. L'administration générale de l'organisation appartient au directeur général, qui est nommé par le conseil de surveillance. Il est le rédacteur en chef de la BBC et préside le conseil exécutif. Le financement de la BBC dépend essentiellement de la redevance audiovisuelle. La BBC a le plus gros budget de n'importe quel groupe audiovisuel britannique, avec un montant de dépenses de 4,7 milliards de livres en 2007 (en comparaison, le groupe Sky a dépensé 3,8 milliards de livres, 1,9 milliard pour ITV et 214 millions pour GCap Media).

### Financement

#### Revenus
Selon le rapport annuel 2013–2014 de la BBC, son revenu total était de 5,066 milliards de livres. La répartition est la suivante :
| Département                                | Revenu (Millions de livres) |
| ------------------------------------------ | --------------------------- |
| Frais de licence perçus auprès des ménages | 3 726                       |
| Activités commerciales de la BBC           | 1 023                       |
| Subventions gouvernementales *             | 0 245                       |
| Autre revenu **                            | 0 72                        |
| Total                                      | 5 066                       |

* dont 238,5 millions de livres sterling proviennent du Foreign and Commonwealth Office pour le BBC World Service.

** tels que les collections de location et les redevances provenant des émissions de programmation outre-mer.

#### Dépenses
Les chiffres de dépenses suivants datent de 2012–2013.
| Service                              | 2012-2013 (millions de livres) | Comparaison 2011 et 2012 (millions de livres) |
| ------------------------------------ | ------------------------------ | --------------------------------------------- |
| BBC One (régions incluses)           | 1 463,2                        | + 125,6                                       |
| BBC Two                              | 0 543,1                        | 0+ 6                                          |
| BBC Three                            | 0 121,7                        | 0+ 8,8                                        |
| BBC Four                             | 0 70,2                         | 0+ 2,4                                        |
| CBBC                                 | 0 108,7                        | 0+ 1,4                                        |
| CBeebies                             | 0 43                           | 0+ 0,6                                        |
| BBC News                             | 0 61,5                         | 0+ 4                                          |
| BBC Parliament                       | 0 10,5                         | 0+ 1,2                                        |
| BBC Alba                             | 0 7,8                          | 0– 0,2                                        |
| BBC Red Button                       | 0 41,8                         | 0+ 4,6                                        |
| Radio                                | 0 669,5                        |                                               |
| BBC Online                           | 0 176,6                        |                                               |
| Collecte des droits de licence       | 0 111,1                        |                                               |
| Autres dépenses internes et externes | 1 467,3                        |                                               |
| Total                                | 4 896                          |                                               |

### Services et divisions
- Services : Télévision, Radio, BBC Online, BBC Red Button.
- Départements : News, Sport, BBC Weather, BBC Schools, Children's (CBeebies et CBBC), BBC Switch, Natural History, Monitoring, BBC Film, BBC Archives, BBC Academy.
- Groupes de programmation : Drama (drame), Comedy (comédie), Factual and Learning (documentaires), Children's (CBBC & CBeebies) (jeunesse).
- Groupes de diffusion : World Service, TV, New Media and Technology, Radio and Music, Nations and Regions
- Groupes commerciaux : BBC Ventures Group, BBC Worldwide, BBC Records (en), BBC Studios and Post Production, BBC Sound Effects
- Services professionnels : Strategy and Distribution, Marketing and Comms, Finance Property and Business Affairs, Human Resources and Internal Comms, Public Policy.

## Liens avec les services secrets britanniques
La BBC a entretenu des rapports très étroits avec le MI5 depuis les années 1930 jusqu'aux années 1990. Le personnel qu'elle embauchait devait notamment recevoir l'aval de ce dernier. Paul Reynolds, le premier journaliste à avoir eu accès à tous les fichiers sur le personnel de la BBC, a raconté l'histoire de la longue relation entre la société et le service de sécurité.
Pendant des décennies, la BBC a nié que les candidats à l'emploi aient fait l'objet d'un filtrage politique par les services secrets britanniques, mais en fait, la sélection a commencé dès les premiers jours de la BBC et s'est poursuivie jusque dans les années 1990.
Différents postes étaient soumis à l'approbation du MI5. Le contrôle ne concernait pas seulement le directeur général, les hauts fonctionnaires et leurs assistants ; il s'étendait à des milliers d'employés qui participaient à des émissions en direct, la BBC s'inquiétant d'une possibilité de partialité ou de perturbation sur les ondes.
En 1983, 5 728 emplois de la BBC ont été soumis à ce type de contrôle connu sous le nom de « contre-subversion ». Le système de filtrage, qui s'est poursuivi jusque dans les années 1990, s'appliquait également à des dizaines d'autres employés, notamment des producteurs de télévision, des réalisateurs, des ingénieurs du son, des secrétaires et des chercheurs.

## Polémiques
La BBC a été impliquée dans un certain nombre de controverses (en). Son manque d'indépendance vis-à-vis du gouvernement pendant la grève générale de 1926 ou la divulgation de la position et l'orientation de certaines unités britanniques durant la guerre des Malouines ont notamment été critiqués. Le documentaire de 1984 de l'émission Panorama Maggie's Militant Tendency affirmant que les députés conservateurs avaient des liens avec des organisations d'extrême droite a eu pour conséquence de coûter à la chaîne 290 000 £ en dommages et intérêts.
En 2012, l'affaire Jimmy Savile accusé de centaines d'agressions sexuelles commises sur les lieux mêmes de son travail, à la BBC, est décrite comme la « plus grande crise de la BBC depuis plus de 50 ans ».

## Infrastructures

### Stations de radio

#### Diffusions nationales
La BBC compte cinq stations nationales captables sur la FM et la DAB :
|  | Radio            | Détails |
|  | ---------------- | --- |
|  | Radio 1          | Station musicale jeune |
|  | Radio 2          | Station généraliste familiale, qui est la radio la plus écoutée au Royaume-Uni, avec 13,7 millions d'auditeurs hebdomadaires |
|  | Radio 3          | station culturelle diffusant du classique                                                                                    |
|  | Radio 4          | station généraliste à dominance talk.                                                                                        |
|  | BBC Radio 5 Live | Station info-sport-talk |

La BBC possède quarante stations de radio régionales : les BBC Local Radio. Radio Leicester a été la première lancée le 8 novembre 1967. En qualité numérique, la BBC dispose de cinq radios : 1Xtra (station musicale spécialisée dans la musique urbaine contemporaine par ex. RnB, rap…), 5 Live Sports Extra (station de retransmission sportive en direct, complémentaire de BBC Radio Five Live. Elle ne diffuse pas 24/24), 6 Music (station musicale qualifiée de « sœur de Radio 2 » spécialisée dans le rock), BBC Radio 4 Extra (station proposant des fictions, des pièces radios et des divertissements) et Asian Network (station destinée à la communauté asiatique du Royaume-Uni).

#### Diffusions internationales
La radio internationale de la BBC est BBC World Service, station destinée à la communauté du monde, rediffusée au Royaume-Uni. Elle propose des infos, reportages, magazines, divertissements et comédies.

### Chaînes de télévision

#### Diffusions nationales
Les chaînes nationales diffusée au Royaume-Uni, ciblant le public britannique.
| Chaîne          | Détails | 1re diffusion    |
| --------------- | --- | ---------------- |
| BBC One         | 1re chaîne généraliste du groupe, et vise un large public. BBC One est la chaîne qui diffuse Doctor Who et est devenu la chaîne leader du pays à la suite de la chute d'audience d'ITV 1. C'est également elle qui est chargée de diffuser les programmes des différentes stations locales de l'Angleterre et diffuse également des décrochages pour le Pays de Galles, l'Irlande du Nord et l'Écosse. Elle émet en HD depuis novembre 2010. | 2 novembre 1936  |
| BBC Two         | 2e chaîne du groupe. La chaine a la particularité de n'avoir pu émettre le jour de son lancement, soit le 20 avril 1964, mais le lendemain, à la suite d'une coupure de courant dans les locaux de la station. La chaîne propose une programmation plus recherchée que sa consœur et propose des déclinaisons régionales pour le Pays de Galles, l'Irlande du Nord et l'Écosse. Tout comme la BBC One, BBC Two disposait également des déclinaisons régionales de l'Angleterre mais à la suite de l'extinction de l'analogique à la fin des années 2000, cela n'est plus le cas et dut alors se contenter uniquement des décrochages des nations constitutives du Royaume-Uni. Elle a néanmoins ses succès comme Top Gear et a notamment lancé la satirique émission Have I Got News For You (en), aujourd'hui sur BBC One. BBC Two émet en HD depuis que le 26 mars 2013 elle a remplacé BBC HD, principalement dans le cadre des restrictions budgétaires imposées par le Parlement à la BBC. Enfin, entre le 5 novembre 2001 et le 2 janvier 2009, BBC TWO est remplacé par BBC 2W au pays de Galles uniquement en numérique. | 20 avril 1964    |
| BBC Three       | Chaîne visant les jeunes adultes. Elle émettait de 19 h à 4 h et avait remplacé BBC Choice. Elle a subi une féminisation de son antenne en janvier 2008, lors du reformatage de la chaîne, et proposait notamment un talk-show animé par Lily Allen nommé Lily Allen and Friends (en). Elle était la chaine spécialisée ayant la plus faible part de marché sur la cible visée et était en forte concurrence avec ITV2 et E4 (déclinaison de Channel 4). BBC Three a cessé d'émettre le 16 février 2016. BBC Three est maintenant déclinée par une version en ligne. En mars 2021, il a été décidé que la chaine allait revenir sur les réseaux hertziens à partir du début 2022. | 9 février 2003   |
| BBC Four        | Chaîne culturelle du groupe. Elle n'émet que de 19 h à 6 h et a remplacé en 2002 BBC Knowledge. | 2 mars 2002      |
| BBC One HD (en) | Version en haute définition de BBC One. | 3 novembre 2010  |
| BBC Two HD (en) | Version en haute définition de BBC Two. | 26 mars 2013     |
| CBBC            | Chaîne jeunesse du groupe destinée aux 6-12 ans. Elle émet de 7 h à 19 h. CBBC est également le nom du pôle jeunesse de la BBC. | 9 septembre 1985 |
| CBeebies        | Chaîne destinée aux moins de 6 ans. Elle émet de 6 h à 19 h. | 11 février 2002  |
| BBC Parliament  | Chaîne dédiée aux travaux parlementaires de différentes institutions législatives. | 1992             |
| BBC News        | Chaîne d'information en continu pour le Royaume-Uni. | 9 novembre 1997  |
| BBC Red Button  | Service interactif accessible à partir du bouton rouge du télétexte sur la télécommande du téléviseur. Il permet d'accéder à diverses options audio, vidéo et télétexte : son d'ambiance ou commentaires de BBC Radio 5 Live, angles de prises de vues supplémentaires et simulcasts de plusieurs matchs pendant les compétitions sportives, retransmissions vidéo de concerts des radios de la BBC, informations télétexte, etc. | 1998             |

#### Stations régionales
| Chaîne                         | Région                               |
| ------------------------------ | ------------------------------------ |
| BBC London                     | Région de Londres.                   |
| BBC North West                 | Région du nord-ouest d'Angleterre.   |
| BBC North East and Cumbria     | Région du nord-est et Cumbria.       |
| BBC East                       | Région de l'est d'Angleterre.        |
| BBC East Midlands              | Région du centre-est d'Angleterre.   |
| BBC Midlands                   | Région du centre-ouest d'Angleterre. |
| BBC Oxford                     | Région d'Oxford.                     |
| BBC South East                 | Région du sud-est d'Angleterre.      |
| BBC South                      | Région du sud d'Angleterre.          |
| BBC South West                 | Région du sud-ouest d'Angleterre.    |
| BBC West                       | Région de l'ouest d'Angleterre.      |
| BBC Yorkshire                  | Yorkshire                            |
| BBC Yorkshire and Lincolnshire | Yorkshire de l'Est et Lincolnshire.  |
| BBC Cymru Wales                | Pays de Galles.                      |
| BBC Scotland                   | Écosse.                              |
| BBC Northern Ireland           | Irlande du Nord.                     |
| BBC Channel Islands            | Îles Anglo-Normandes.                |

La BBC édite également BBC Alba, une chaîne régionale en écossais. Elle participe aussi à la production de contenus pour S4C, chaîne régionale du pays de Galles.

#### Diffusions internationales
Les chaînes internationales sont produites et gérées par BBC Worldwide.
- Chaînes généralistes ou thématiques

| Chaîne            | Type                                                                                          | Région                                                                      |
| ----------------- | --------------------------------------------------------------------------------------------- | --------------------------------------------------------------------------- |
| BBC America       | Programmes de la BBC, coproductions de la BBC et d'autres chaînes britanniques                | États-Unis                                                                  |
| BBC Canada        | Programmes de la BBC avec du contenu spécifique                                               | Canada                                                                      |
| BBC Kids          | Enfants                                                                                       | Canada (ne diffuse plus)                                                    |
| BBC Lifestyle     | Visant un public plutôt féminin, parlant de sujets tels que le design, la mode, l'esthétique. | Scandinavie, Pologne, Afrique du Sud, Moyen-Orient, Corée du Sud, Singapour |
| BBC Entertainment | Divertissements                                                                               | Europe, Moyen-Orient, Asie                                                  |
| BBC UKTV          | Divertissements                                                                               | Australie, Nouvelle-Zélande                                                 |
| BBC First         | Divertissements                                                                               | Australie                                                                   |
| BBC Knowledge     | Généraliste, connaissances                                                                    | Scandinavie, Brésil, Canada, Australie, Hong Kong, Singapour                |

- Chaînes d'informations en continu

| Chaîne         | Type                                                             | Région                                                                 |
| -------------- | ---------------------------------------------------------------- | ---------------------------------------------------------------------- |
| BBC World News | chaîne d'information internationale en continu anglophone        | Monde                                                                  |
| BBC Afrique    | Chaine d'information en continu, ciblant le public francophone   | France, Belgique, Luxembourg, Suisse, Monaco, Canada (ne diffuse plus) |
| BBC Arabic     | Chaîne d'information en continu, ciblant le public arabophone    | Moyen-Orient, Afrique du Nord                                          |
| BBC Persian    | Chaîne d'information en continu, ciblant le public persanophones | Iran principalement, Afghanistan, Tadjikistan                          |
| BBC Japan      | Chaîne d'information en continu, ciblant le public japonais      | Japon (ne diffuse plus)                                                |

#### Coproduites par la BBC
| Chaîne           | Type        | Région                 | Coproduction                 |
| ---------------- | ----------- | ---------------------- | ---------------------------- |
| UKTV             | Généraliste | Royaume-Uni et Irlande | Virgin Media Television (en) |
| Animal Planet    | Animaux     | International          | Discovery Networks (en)      |
| People+Arts (en) | Généraliste | Amérique latine        | Discovery Networks           |

### Site web
Selon Alexa, le site web bbc.com est classé comme le 79e site web le plus populaire sur Internet.

## Identité visuelle (logo)

Logo de la BBC (1927–1946).
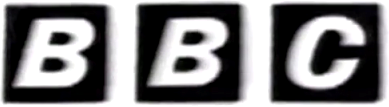
Logo de la BBC (1958–1960).
Logo de la BBC (1960–1964).
Logo de la BBC (1964–1972).
Logo de la BBC (1972–1988).
Logo de la BBC (1988–1997).
Logo de la BBC (1997–2021).
Logo de la BBC (depuis le 20 octobre 2021).

## Galerie

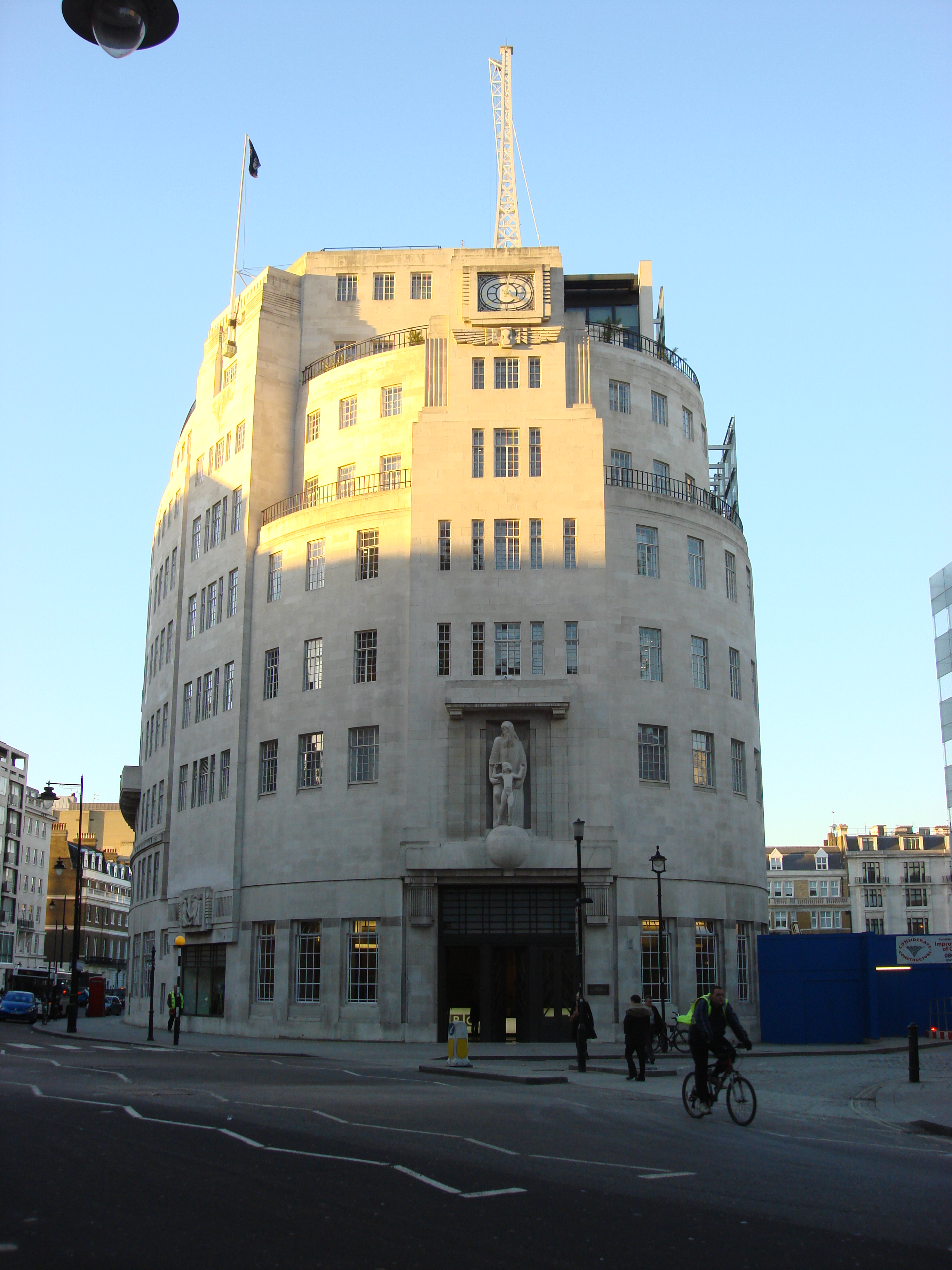
Locaux historiques.
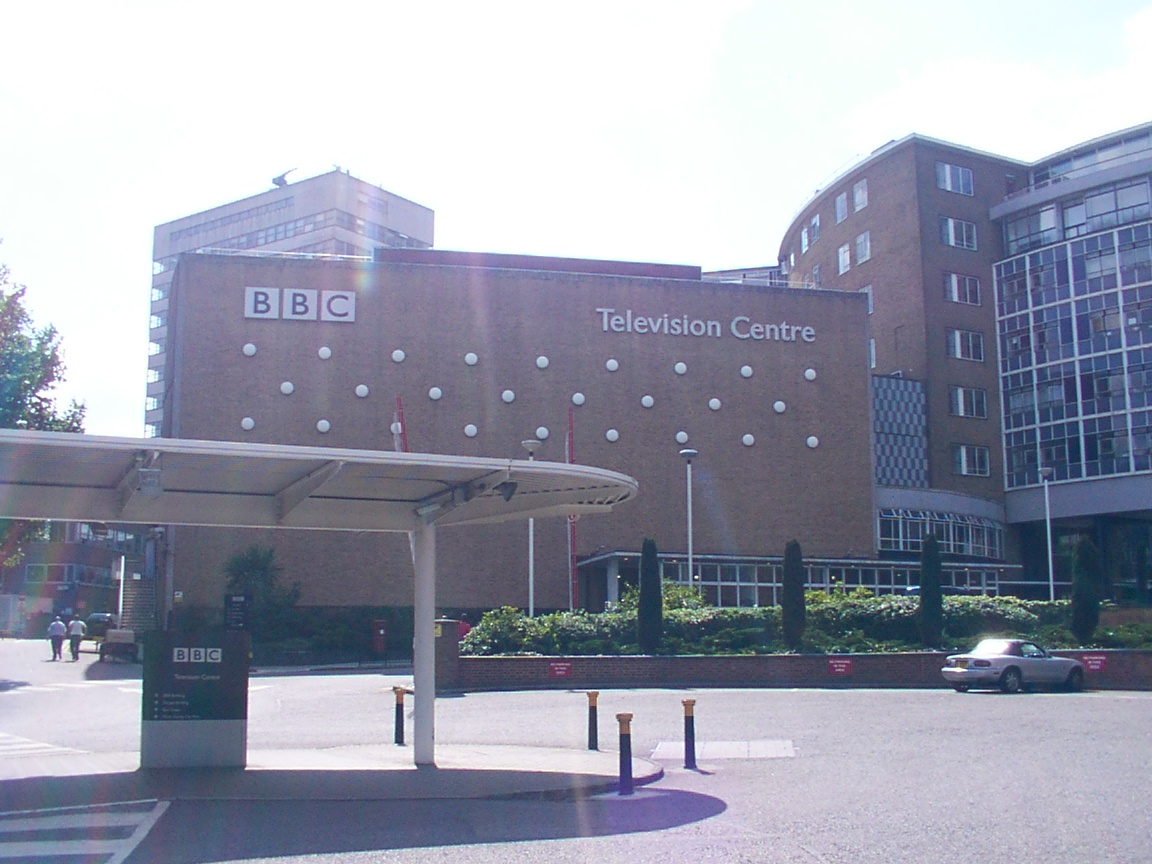
Extérieur des locaux.
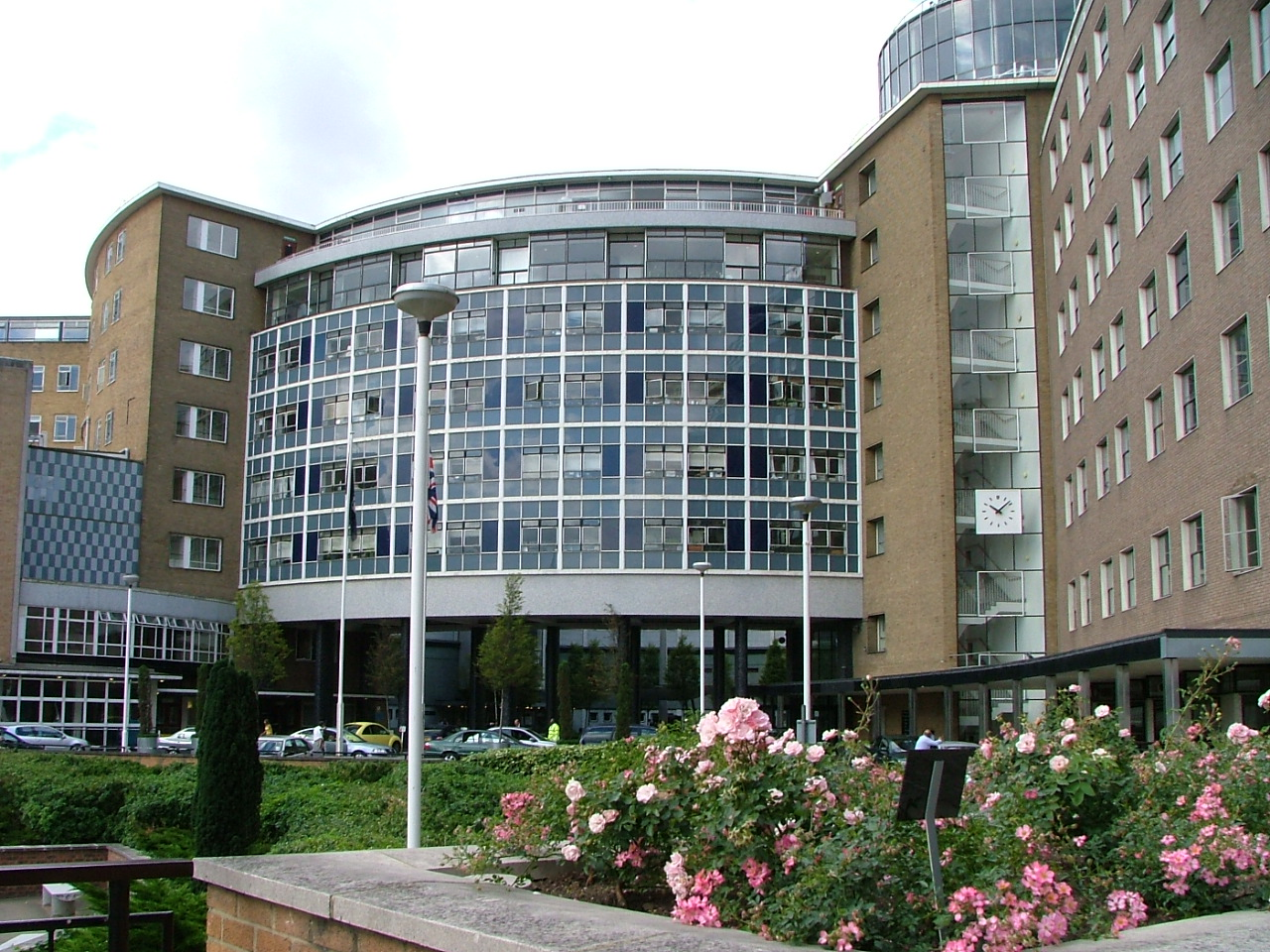
Entrée.
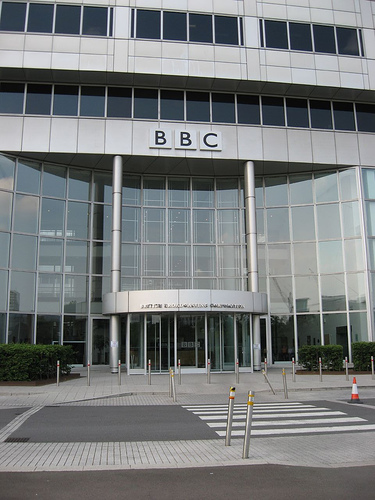
Entrée des locaux.
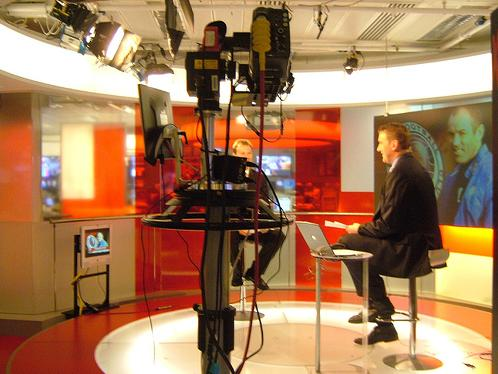
Dans les studios de BBC News.